# Österreichische Ski-Meisterschaften 1947
Die Österreichischen Ski-Staatsmeisterschaften von 1947, ausgeschrieben vom Österreichischen Skiverbandes und dem Arbeiterbund für Sport und Körperkultur in Österreich (ASKÖ) fanden vom 17. bis 23. Februar in Tschagguns in Vorarlberg statt. Es wurden sowohl die Meister in den alpinen als auch in den nordischen Skiwettbewerben gekürt.
Die Wettkämpfe in Tschagguns waren die ersten österreichischen Skimeisterschaften nach dem Zweiten Weltkrieg, nachdem die geplanten Ausrichtung der Meisterschaften 1946 nicht zustande kam. Das Starterfeld setzte sich aus den besten der im Vorfeld bei den einzelnen Landesmeisterschaften ermittelten Skisportlern des ÖSV und jenen des ASKÖ zusammen. Die Meisterschaften waren somit kein Massensportereignis, sondern eine Auslese der in diesem Winter besten Skisportler Österreichs.

## Organisation
Die Ausrichtung der Skimeisterschaften wurde dem Wintersportverein Tschagguns unter ihrem Obmann, dem erfolgreichen nordischen Skisportler Edwin Hartmann, übertragen. Als Generalprobe diente den Tschaggunsern die Durchführung der Vorarlberger Landesskimeisterschaften im Jänner 1947.

## Veranstaltungsorte
Die Sprungbewerbe fanden auf der 1937 erbauten Zelfenschanze und der Ing.-Ohnebergschanze statt. Letztere wurde für die Staatsmeisterschaften neu errichtet, weil die Zelfenschanze für die Kombinations- und Juniorenspringer zu groß war und am 29. Dezember 1946 mit einem Sprungbewerb offiziell eröffnet.
Die Langlaufrennen führten in einer Schleife vom Tschaggunser Ortszentrum in den Ortsteil Zelfen und wieder zurück.
Die alpinen Wettbewerbe wurden auf der Grabser Abfahrt auf der Tschaggunser Mittagspitze ausgetragen. Die Spezialbewerbe sollten eigentlich auf der Kapellabfahrt am Hochjoch in Schruns gefahren werden. Sie wurden aber wegen der warmen Temperaturen auf die Grabser Abfahrt verlegt, wo auch die Kombinationsbewerbe stattfanden.

## Bewerbe

### Alpine Wettbewerbe
- Alpine Kombination aus Abfahrtslauf und Torlauf der Männer
- Alpine Kombination aus Abfahrtslauf und Torlauf der Frauen

Für die Ergebnisse in den alpinen Bewerben siehe die Seite Österreichische Alpine Skimeisterschaften 1947.

### Nordische Wettbewerbe
- Langlauf Männer 16 km und Junioren 8 km
- 4 × 10 km – Staffel
- Nordische Kombination Männer und Junioren
- Spezialspringen

### Rahmenprogramm
- Erster Nacht-Sprunglauf Österreichs auf der Ing.-Ohnebergschanze

## Programm
| Datum                   | Uhrzeit (MST)                   | Herren                                  | Damen               |
| ----------------------- | ------------------------------- | --------------------------------------- | ------------------- |
| Montag, 17. Februar     |                                 | Begrüßungsabend                         | Begrüßungsabend     |
| Dienstag, 18. Februar   |                                 | Spezial- und Kombinationslanglauf 16 km |                     |
| Mittwoch, 19. Februar   |                                 | Kombinationsabfahrt                     | Kombinationsabfahrt |
| Mittwoch, 19. Februar   | Kombinationsabfahrt Junioren    |                                         |                     |
| Donnerstag, 20. Februar |                                 | Kombinationsslalom                      | Kombinationsslalom  |
| Donnerstag, 20. Februar | Kombinationsslalom Junioren     |                                         |                     |
| Donnerstag, 20. Februar | Kombinationssprunglauf          |                                         |                     |
| Donnerstag, 20. Februar | Kombinationssprunglauf Junioren |                                         |                     |
| Freitag, 21. Februar    |                                 | Slalom                                  | Slalom              |
| Freitag, 21. Februar    | Slalom Junioren                 |                                         |                     |
| Samstag, 22. Februar    |                                 | Abfahrt                                 |                     |
| Samstag, 22. Februar    | Abfahrt Junioren                |                                         |                     |
| Samstag, 22. Februar    | Nacht-Sprunglauf                |                                         |                     |
| Sonntag, 23. Februar    |                                 | Spezialsprunglauf                       |                     |
| Sonntag, 23. Februar    | Langlauf 4 × 10 km – Staffel    |                                         |                     |

## Ergebnisse der nordischen Bewerbe

### Speziallanglauf 16 km
| Platz | Sportler          | Verein     | Zeit      |
| ----- | ----------------- | ---------- | --------- |
| 1     | Josef Gstrein     | Tirol      | 1:01:46,4 |
| 2     | Alois Unterrainer | Steiermark | 1:02:18,0 |
| 3     | Josef Deutschmann | Steiermark | 1:04:15,0 |
| 4     | Matthäus Noichl   | Tirol      | 1:04:29,0 |
| 5     | Oberhofer         | Kärnten    | ?         |
| 6     | Karl Rafreider    | Tirol      | ?         |
| 7     | Oskar Schulz      | Tirol      | ?         |
| 8     | Fred Rößner       | Salzburg   | ?         |
| 9     | Fischnaller       | Tirol/ASKÖ | 1:06:30,0 |
| 10    | Sprenger          | Tirol      | ?         |

Datum: 18. Februar 1947
 Streckenlänge: 16 km
 Die Strecke führte in einer Schleife über zwei Mal 8 km über welliges Waldgelände. Die Schneeverhältnisse waren aufgrund starken Frostes nicht zufriedenstellend.
 Der Ötztaler Josef Gstrein durchlief die ersten 8 km in einer Zeit von 30,27 Minuten und krönte sich in überlegener Manier zum Langlaufmeister. Mit der Note 240 führte er damit auch den Kombinationslanglauf an. Pech hatten die Kärntner Vertreter Otto Doujak, der bereits auf der ersten Schleife aufgeben musste und Karl Martitsch der aufgrund einer Anreiseverzögerung erst nach dem Wettbewerb in Tschagguns eintraf. Der Wiener Buttinger kam auf den 22. Rang.

### Staffel 4 × 10 km
| Platz | Staffel    | Sportler                                         | Zeit    |
| ----- | ---------- | ------------------------------------------------ | ------- |
| 1     | Tirol 1    | Josef Gstrein (weitere Teilnehmer nicht bekannt) | 3:01,16 |
| 2     | Tirol 2    | Fischnaller; weitere Teilnehmer nicht bekannt    | 3:05,06 |
| 3     | Salzburg   | Teilnehmer unbekannt                             | 3:06,18 |
| 4     | Kärnten    | Teilnehmer unbekannt                             | 3:12,43 |
| 5     | Steiermark | Teilnehmer unbekannt                             | 3:14,47 |
| 6     | Tirol 3    | Teilnehmer unbekannt                             | 3:14,48 |
| 7     | Wien-NÖ    | Teilnehmer unbekannt                             | 3:20,13 |

Datum: 23. Februar 1947
 Streckenlänge: 4 × 10 km
 Josef Gstrein erzielte mit 39,14 Minuten die beste Einzelzeit aller Läufer.
 In der Nacht vor dem Wettkampf fiel etwa 25 cm nasser, schwerer Neuschnee, weshalb die Strecke den Langläufern viel Kraft abverlangte.

### Spezial-Sprunglauf
| Platz | Sportler             | Verein od. Verband       | Weite(n)      | Note   |
| ----- | -------------------- | ------------------------ | ------------- | ------ |
| 1     | Josef Bradl          | ASKÖ Bischofshofen       | 64,0 / 63,5 m | 225,5  |
| 2     | Blum                 | SUI                      | 62,0 / 64,5 m | 223,5  |
| 3     | Wilhelm Gantschnigg  | Tirol                    | 64,0 / 63,5 m | 220,4  |
| 4     | Alois Neuper         | Salzkammergut-Skiverband | 62,5 / 61,5 m | 216,11 |
| 5     | Hubert Hammerschmidt | Tirol                    | 62,0 / 59,5 m | 215,0  |
| 6     | Anton Wieser         | SK Mühlbach              | 61,0 / 53,0 m | 214,4  |
| 7     | Walter Reinhardt     | ASKÖ Bischofshofen       | 60,0 / 53,0 m | 213,1  |

Datum: 23. Februar 1947
 Zelfenschanze
 Um den Spezialsprunglauf trotz des herrschenden Tauwetters durchführen zu können wurde mit Lastkraftwagen Schnee aus der benachbarten Schweiz angeliefert. In der Nacht vor dem Bewerb gab es dann überraschend Neuschnee. Die Anlaufspur wie auch der Auslauf konnten nicht mehr perfekt präpariert werden und zeigte sich im ersten Durchgang in einem derart schlechten Zustand, dass keiner der Sportler seinen Sprung zu stehen vermochte. Als die Springer sich daraufhin weigerten nochmals anzutreten, wurde die Schanze nochmals hergerichtet, woraufhin der zweite Durchgang bei stark verkürztem Anlauf ohne Probleme durchgeführt werden konnte.

Am Wettbewerb beteiligten sich neun Athleten des Schweizer Skiverbandes, die aber für die österreichische Meisterschaft nicht gewertet wurden. Den weitesten Sprung erzielte der Schweizer Blum mit 64,5 m. Der Favorit Sepp Bradl folgte mit 64,0.

### Nordische Kombination
| Platz | Sportler        | Verein             | Punkte |
| ----- | --------------- | ------------------ | ------ |
| 1     | Josef Gstrein   | Tirol              | 446,8  |
| 2     | Paul Haslwanter | Tirol              | 428,2  |
| 3     | Josef Bradl     | ASKÖ Bischofshofen | 416,2  |

Datum: 18. und 20. Februar 1947

#### Kombinationslanglauf
| Platz | Sportler             | Verein od. Verband | Zeit      | Note  |
| ----- | -------------------- | ------------------ | --------- | ----- |
| 1     | Josef Gstrein        | Tirol              | 1:01:46,4 | 240,0 |
| 2     | Paul Haslwanter      | Tirol              | ?         | ?     |
| 3     | Hans Koch            | WSV Bad Hofgastein | ?         | ?     |
| 4     | Hubert Hammerschmidt | Tirol              | ?         | ?     |
| 5     | Edi Mall             | Tirol              | ?         | ?     |
| 6     | Josef Lafenthaler    | WSV Bad Hofgastein | ?         | ?     |
| 7     | Josef Bradl          | ASKÖ Bischofshofen | ?         | ?     |
| 8     | Hentschel            | ?                  | ?         | ?     |
| 9     | Buttinger            | Wien               | ?         | ?     |
| 10    | Anton Lafenthaler    | WSV Bad Hofgastein | ?         | ?     |

Datum: 18. Februar 1947
 Der Kombinationslanglauf wurde im Rahmen des Speziallanglaufes ausgetragen.

#### Kombinationssprunglauf
| Platz | Sportler             | Verein od. Verband | Weite(n)      | Punkte |
| ----- | -------------------- | ------------------ | ------------- | ------ |
| 1     | Josef Bradl          | ASKÖ Bischofshofen | 49,5 / 49,0 m | 228,6  |
| 2     | Josef Lafenthaler    | WSV Bad Hofgastein | 43,0 / 45,5 m | 212,4  |
| 3     | Paul Haslwanter      | Tirol              | 42,0 / 45,0 m | 207,8  |
| 4     | Hubert Hammerschmidt | Tirol              | 43,0 / 45,0 m | 207,3  |
| 5     | Josef Gstrein        | Tirol              | 43,5 / 42,0 m | 206,8  |

Datum: 20. Februar 1947
 Sprunganlage: Ing. Ohneberg-Schanze

Sepp Bradl konnte seinen Rückstand aus dem Langlauf auf die vor ihm platzierten Tiroler nicht mehr aufholen, obwohl er z. B. in beiden Durchgängen insgesamt 13 Meter weiter sprang als sein Konkurrent Josef Gstrein, der sich damit zum Staatsmeister in der Nordischen Kombination krönte.

## Ergebnisse der Junioren

### Nordische Kombination
| Platz | Sportler     | Verein od. Landesverband | Punkte |
| ----- | ------------ | ------------------------ | ------ |
| 1     | Hans Eder    | Salzburg                 | 454,0  |
| 2     | Rudolf Jäger | Vorarlberg (Schruns)     | 421,6  |
| 3     | Grießhofer   | Salzburg                 | 418,2  |

Datum: 18. und 20. Februar 1947
 Sprunganlage: Ing. Ohneberg-Schanze
 Die Junioren traten nur in der Nordischen Kombination an, es wurden keine Einzeltitel in den Disziplinen vergeben.
 Hans Eder, der später mehrfache österreichische Meister krönte sich zum ersten Jugendmeister in der Nordischen Kombination nach dem Zweiten Weltkrieg. Eder entschied nach dem Juniorenlanglauf auch den Junioren-Kombinationssprunglauf mit Weiten von 42,5 und 44,5 Metern (Note 214) für sich.

## Rahmenprogramm

### Nacht-Sprunglauf
| Platz | Sportler         | Verein od. Verband   | Weite(n)      | Note   |
| ----- | ---------------- | -------------------- | ------------- | ------ |
| 1     | Josef Bradl      | ASKÖ Bischofshofen   | 64,0 / 63,5 m | 225,5  |
| 2     | Anton Wieser     | SK Mühlbach          | 62,0 / 64,5 m | 223,5  |
| 3     | Walter Reinhardt | ASKÖ (Bischofshofen) | 64,0 / 63,5 m | 220,4  |
| 4     | Gregor Höll      | Salzburg             | 62,5 / 61,5 m | 216,11 |
| 5     | Blum             | SUI                  | 62,5 / 61,5 m | 216,11 |

Datum: 22. Februar 1947
 Sprunganlage: Ing. Ohneberg-Schanze
 Am Wettbewerb, der vor 6000 Zuschauern stattfand, beteiligten sich 56 Skispringer, darunter auch Athleten des Schweizer Skiverbandes.
 Das Springen war das erste, das in Österreich bei künstlicher Beleuchtung stattgefunden hat. Die Schanze und der Auslauf wurde von 10 Scheinwerfern und hunderten von Glühbirnen erhellt.
 Der junge Hofgasteiner Sepp Lafenthaler verletzte sich bei diesem Schauspringen und fiel damit für das für den folgenden Tag angesetzte Spezialspringen aus. Ähnlich erging es dem Wiener Buttinger.